# بغاز
بغاز شکاف تنگ درازی است که در یک ناحیه فرسایش آهکی از طریق حل شدن سنگ آهک بزرگ می‌گردد و رودی که در سطح زمین جاری است می‌تواند در داخل آن تخلیه شود.